# Мија Малкова
Мија Малкова (енгл. Mia Malkova; 1. јул 1992) америчка је порнографска глумица.

## Биографија
Часопис Пентхаус ју је прогласио љубимицом (енгл. Penthouse Pet) за месец октобар 2016. године.
Мија је до октобра 2019. глумила у више од 500 порно-филмова.
Изјашњава се као бисексуалка. Од 20. јула 2014. до 2018. године била је у браку са енглеским порно-глумцем Денијем Маунтином, некадашњим супругом Еве Анџелине. И Мијин старији брат је порнографски глумац и наступа под именом Џастин Хант.
Наводи да је стидљива и да није љубитељка излазака. Воли да чита љубавне романе и да игра видео-игре. Од физичких активности радо упражњава пешачење, истезање и пливање.

## Награде
| Година | Награда                                                             | Категорија                                      | Награђено дело |
| ------ | ------------------------------------------------------------------- | ----------------------------------------------- | -------------- |
| 2014.  |                                                                     | Најбоља нова глумица                            | —              |
| 2014.  | Најбоља сцена женског групног секса (са Грејси Глам и Рејвен Рокет) |                                                 |                |
| 2017.  |                                                                     | Најбоља глумица у дугометражном филму           |                |
| 2019.  |                                                                     | Најбоља сцена групног секса (са још 12 глумица) |                |